# أبيرافون (دائرة انتخابية في المملكة المتحدة)
ابيرافون  (بالإنجليزية: Aberavon)‏ هي إحدى الدوائر الانتخابية في المملكة المتحدة الممثلة في مجلس العموم في برلمان المملكة المتحدة.
عضو البرلمان الذي يمثلها حالياً هو :Dr Hywel Francis (Lab).